# Paisaje cultural de Diy-Gid-Biy
El paisaje cultutal de Diy-Gid-Biy (DGB) es la denominación para los sitios arqueológicos ubicados en los alrededores de las montañas Mandara del norte de Camerún, cercano al paisaje cultural de Sukur de Nigeria, con vistas a la cuenca hidrográfica del Shikewe de varios kilómetros de largo. Estos sitios reciben el nombre Diy-Gid-Biy proveniente del idioma Mafa, que puede traducirse como "lugar de residencia principal". Hay 16 de estos sitios DGB que se remontan al siglo XV d. C.  Si bien el conocimiento de estos sitios existe desde hace tiempo, solo en 2001 los arqueólogos comenzaron a investigar los sitios y su patrimonio cultural vinculado a la región.

## Arqueología

### El sitio
Los sitios de Diy-Gid-Biy son de distintos tamaños, siendo DGB-1 y 2 los más grandes. Se distribuyen en aproximadamente 25 km, aunque DGB-1 y 2 están a solo 100 metros de distancia y, a veces, se les conoce como el mismo sitio. Los sitios de DGB están construidos en un sistema de terrazas y plataformas construidas con una arquitectura de piedra seca que no aparece en ningún otro sitio con granito y rocas locales, con escaleras y silos colocados en todas partes. Después de estudiar varias secciones de muros enteros y derrumbados, los arqueólogos descubrieron que los muros no se construyeron con piedras cuadradas con forma, sino que se construyeron con piedras que se encuentran naturalmente alrededor y cuidadosamente ajustadas con piedras más pequeñas que apuntalan y unen las paredes. Según una investigación realizada por arqueólogos, los constructores originales construyeron los sitios de DGB en varias fases, quienes crearon varias capas de terrazas y ampliaron los sitios. Luego, los constructores abandonaron los sitios, pero algunos fueron posteriormente modificados por los Mafa, quienes llenaron algunas de las áreas con escombros y reutilizaron los ladrillos por varias razones.
Los sitios de la DGB han atraído a los arqueólogos, no solo por su estructura y construcción únicas, sino porque en la mayoría de las montañas Mandara hay poca evidencia de ocupación de más de dos siglos, mientras que las llanuras debajo de las montañas han presentado a los arqueólogos sitios que datan desde hace aproximadamente 2.500 años. De hecho, los sitios DGB son los únicos sitios antiguos coherentes que se han encontrado en las montañas Mandara hasta ahora.
Mediante el uso de la datación por radiocarbono, los arqueólogos han podido determinar que la mayoría de los 16 sitios se construyeron por primera vez en el siglo XV, aunque la amplia gama de fechas de las diversas etapas de desarrollo había dificultado originalmente el descifrar las estructuras. principios. Sin embargo, DGB-1 es una anomalía única en el sentido de que la datación por radiocarbono ubica los orígenes de ese sitio en particular más allá del año 1250 d. C. En este sitio también ha habido evidencia de que una cultura anterior a la DGB vivía en este lugar antes de que comenzara la construcción, pero realmente se sabe poco sobre esta cultura anterior

### Excavación y descubrimiento
Aunque el conocimiento de los sitios ha existido durante muchos años, la verdadera investigación arqueológica solo comenzó en 2001 con las excavaciones de DGB-2 y 8 por Nicholas David. Se han encontrado varios artefactos en los sitios, con elementos como varias cerámicas originarias de la región de la montaña Mandara. Otros artefactos que se han encontrado son objetos de hierro desconocidos, un hacha de piedra verde molida, piedras de moler superiores, piedras de martillo de cuarzo y morteros de piedra. Si bien la mayoría de los objetos encontrados se remontan a una época anterior a que los Mafa vivieran en la región, los arqueólogos han notado que las cerámicas que se han encontrado son apenas diferentes de la cerámica Mafa moderna.
Sin embargo, en DGB-1, además de encontrar elementos regionales como cerámica y herramientas de piedra, también se descubrieron otros artefactos como elementos de cobre y vidrio que no se originaron en el área, lo que indica que la gente de DGB-1 tuvo contacto con personas de otras áreas, algo que no era tan evidente a través de artefactos excavados previamente. De hecho, otras excavaciones arqueológicas de la región de Mandara han presentado una falta de artefactos originados fuera del área, siendo DGB-1 básicamente el único sitio que muestra evidencia de contacto con áreas más allá de la región de Mandara.
Otros artefactos que se han encontrado en DGB-1 incluyen puntas de lanza de hierro y puntas de flecha de hierro que se encuentran debajo del piso del sitio, así como una azada y una cadena de hierro. Estos hallazgos sugieren que el habitante en un momento fundió hierro y forjó sus propias herramientas, aunque se desconoce cuándo se fabricaron estos artículos. La fabricación de los artefactos de hierro también se ha comparado con los artículos de hierro fabricados por los Mafa de hoy, que tienen una semejanza con los artefactos, a pesar de que los Mafa y los constructores de los sitios de la DGB no son los mismos.

### Hipótesis de uso
A partir de la arqueología realizada alrededor de los sitios, así como en las tradiciones utilizadas por los mafa modernos de la región, los expertos creen que los sitios de la DGB se construyeron como estructuras rituales relacionadas con la lluvia y el agua. Los sitios DGB comenzaron a aparecer en la época en que se estaba produciendo una sequía severa en la región, por lo que la construcción tiene sentido en lo que respecta a las prácticas rituales de los Mafa que hoy habitan la región. Los arqueólogos también han encontrado una gran cantidad de arena y grava de un río local que se había llevado a DGB-2 y 8, posiblemente como una representación física del agua que fluye.
También se han dado varias otras sugerencias sobre el propósito de los sitios DGB, especialmente en la descripción de los sitios presentados en la lista tentativa del Patrimonio de la Humanidad de la Unesco. Estas incluyen los sitios que son fuertes defensivos o lugares de refugio en tiempos de guerra, lugares de entierro para los jefes locales, lugares de residencia para las élites de la región y/o centros de mercado o lugares de comercio. Si bien algunas de estas ideas en este momento carecen de evidencia que las respalde, la construcción de los sitios DGB con torres y muros ha respaldado la idea de que las ubicaciones son estructuras defensivas, mientras que el hallazgo de artefactos que no se originaron en la región ha también convenció a otros de que al menos DGB-1 puede haber tenido un propósito en lo que respecta a relacionarse con pueblos extranjeros. Estos artefactos extranjeros incluso han llevado a algunos arqueólogos, como Nicholas David, a la hipótesis de que al menos los sitios DGB-1/2 actuaron como lugares de intercambio con los pueblos del norte, posiblemente como un lugar de comercio.

### Posibles interacciones
Varios arqueólogos han presentado el concepto de que una gran parte de las interacciones que ocurrieron con pueblos extranjeros en DGB-1 parecen haber ocurrido aproximadamente al mismo tiempo que los escritores europeos y árabes notaron el surgimiento de Wandala, también conocido como el Reino Mandara . Por lo tanto, los expertos creen que se produjo algún tipo de comercio entre los dos pueblos, así como que posiblemente haya una relación entre la creación de los sitios DGB y Wandala aproximadamente al mismo tiempo.

## Inscripción a la lista tentativa del Patrimonio de la Humanidad
Este sitio se añadió a la lista tentativa del Patrimonio de la Humanidad de la Unesco el 18 de abril de 2006. Las razones de esta inscripción se deben a que el yacimiento proporciona un vínculo entre la historia pasada y presente de la región de Mandara, brinda una perspectiva arqueológica única del área ya que los sitios se destacan por sí mismos, y son vistos por diferentes pueblos nativos como terreno sagrado que los acerca a los espíritus a través de la construcción de muchos altares diferentes construidos en o alrededor de los sitios.